# Ezra Miller
Pour les articles homonymes, voir Miller.
Ezra Matthew Miller est une personnalité américaine du cinéma et de la télévision, née le 30 septembre 1992 à Wyckoff (New Jersey). En 2018, Miller annonce être non binaire et se genrer au neutre.
Son premier long métrage est Afterschool (2008), puis suivent We Need to Talk About Kevin (2011) et Le Monde de Charlie (2012). En 2015, sa célébrité se confirme avec The Prison Experiment - L'Expérience de Stanford et la comédie Trainwreck, avant d'incarner Croyance Bellebosse / Aurelius Dumbledore dans les films Les Animaux Fantastiques (2016), Les Animaux fantastiques : Les Crimes de Grindelwald (2018) et Les Animaux fantastiques : Les Secrets de Dumbledore (2022). En 2020, Donald Merwin « Trashcan Man » Elbert est son rôle récurrent dans la mini-série The Stand. Ezra Miller incarne également le Flash dans des films et des séries télévisées se déroulant dans l'Univers cinématographique DC (DCEU), notamment Justice League (2017), sa version director's cut Zack Snyder's Justice League (2021), The Flash (2023).
En 2018, Miller apporte son soutien au mouvement MeToo. Depuis 2022, Ezra Miller est objet de plusieurs accusations, regroupant des incidents liés à une conduite en état d'ivresse, à des agressions, et à des cambriolages qui ont entraîné de multiples arrestations et citations, ainsi que des accusations de corruption de mineurs.

## Biographie

### Jeunesse
Ezra Miller naît dans le New Jersey. Sa mère, Marta, est danseuse contemporaine. Son père, Robert S. Miller, était vice-président senior et directeur exécutif de la division de publication de livres de la Walt Disney Company, Hyperion Books. Ses deux sœurs sont Saiya et Caitlin. Miller a fait sa scolarité à la Hudson School.
L'artiste reçoit une formation de chant au Metropolitan Opera avant, à 6 ans, de se produire pour l'ouverture de l'opéra contemporain de Philip Glass, White Raven.

### Carrière
En 2008, Ezra Miller commence sa carrière cinématographique avec Afterschool, d'Antonio Campos, incarnant un adolescent en internat. Afin de se consacrer pleinement à sa nouvelle carrière cinématographique, avec l'accord et le soutien de ses parents, Miller quitte définitivement le lycée à l'âge de 16 ans. Miller apparaît dans City Island aux côtés d'Andy Garcia, Julianna Margulies et Steven Strait. Miller a aussi joué dans Beware the Gonzo et Every Day, dans le rôle de Jonah, un adolescent gay, avec Liev Schreiber et Helen Hunt comme parents, deux films primés au Festival du film de Tribeca. Miller a par la suite joué dans le film de la BBC, We Need to Talk About Kevin avec John C. Reilly et Tilda Swinton, réalisé et adapté par Lynne Ramsay à partir du livre éponyme de l'écrivain américain Lionel Shriver, paru en 2003. Le film s'est par ailleurs fait remarquer au Festival de Cannes, où Miller a été encensé par la critique.
Miller a également interprété Damien, le copain de Becca, dans Californication, série télévisée de Showtime et apparaît dans Royal Pains, en tant que Tucker Bryant pendant deux saisons. Miller s'est aussi vu offrir le rôle de Patrick dans Le Monde de Charlie, adaptation cinématographique du livre du même nom de Stephen Chbosky, pour jouer un adolescent en dernière année de lycée, au côté d'Emma Watson et Logan Lerman.
Miller a également participé à l'adaptation cinématographique et assez libre de Madame Bovary, roman de Gustave Flaubert, aux côtés de Mia Wasikowska, interprétant le rôle de Léon, le deuxième amant de l'héroïne.
Depuis 2009, Miller est au chant et à la batterie dans le groupe folk « Sons of an Illustrious Father (en), basé à New York.
En 2014, DC Comics choisit Miller pour incarner le nouveau Flash dans l'univers cinématographique DC. Bien qu'apparaissant par caméos dans Batman v Superman et Suicide Squad, où Flash traque Captain Boomerang interprété par Jai Courtney, sa première véritable apparition est pour le film Justice League, sorti en 2017.
Miller est Croyance Bellebosse dans Les Animaux fantastiques : Les Crimes de Grindelwald de 2018, et Les Animaux fantastiques : Les Secrets de Dumbledore, sorti en 2022.
En mars 2019, alors que des différends apparaissent avec John Francis Daley et Jonathan Goldstein sur le script du film sur le Flash et que le contrat le liant au rôle doit expirer deux mois plus tard, Miller annonce écrire un deuxième script avec l'auteur Grant Morrison, le voulant plus sombre que celui de Daley et Goldstein, celui-ci étant dans la veine de ceux d'Aquaman et Shazam!, et annonce ne reprendre le rôle que si son script est accepté.
En 2021, Miller reprend son rôle de Flash dans le film de quatre heures de Zack Snyder's Justice League, une version director's cut de Zack Snyder. L'artiste reprendra alors le rôle de Barry Allen / The Flash, en 2023, dans un film solo, The Flash, écrit et réalisé par Andrés Muschietti et Christina Hodson, qui explore l'univers Flashpoint.

## Vie privée
Se définissant comme queer depuis le 15 août 2012, Ezra Miller fait aussi son coming out non binaire en 2018 : « Je ne m'identifie pas en tant qu'homme. Je ne m'identifie pas en tant que femme. Je m'identifie seulement en tant qu'être humain. »
En janvier 2012, Miller dit avoir eu de nombreuses aventures homosexuelles dès sa prime jeunesse,, ajoutant que quiconque n'a pas expérimenté de relation homosexuelle essaie probablement d'éviter la confrontation avec une réalité de sa propre vie. Arièle Bonte de RTL considère Miller comme une « figure androgyne […] qui s'amuse à brouiller les frontières entre féminin et masculin ».

## Affaires judiciaires

### Trouble à l'ordre public
Le 28 juin 2011, pendant le tournage du film Le Monde de Charlie, Miller était passager d'un véhicule arrêté à Pittsburgh (Pennsylvanie, États-Unis) pour un problème de freins. La police a découvert que Miller était en possession de 20 grammes de marijuana. Inculpé pour possession de drogues, l'accusation a ensuite été abandonnée par le juge, et Miller se voit contraint de payer une amende de 600$ pour trouble à l'ordre public. Plus tard, il déclarera "Je ne pense pas avoir besoin de cacher que je fume de l'herbe. C'est une substance végétale inoffensive qui augmente les perceptions sensorielles."

### Accusations de violences
Le 6 avril 2020, une vidéo diffusée dans un tweet (supprimé depuis) semble montrer Miller en train d'étrangler une femme puis la jeter au sol. Variety confirmera que la vidéo a été prise à Prikið Kaffihús, un bar à Reykjavik, en Islande, que Miller fréquente lorsqu'il est en ville,,. Un employé du bar identifie la personne dans la vidéo comme étant bien Ezra Miller, qui fut escorté hors du bar par l'équipe après l'incident. L'agression a lieu durant le tournage interrompu à cause de la pandémie de Covid-19 du film Les Animaux fantastiques : Les Secrets de Dumbledore.
En septembre 2022, un représentant de Miller affirme que l'étranglement supposé était une "réaction spontanée" encouragée par "un groupe d'adolescents" moquant Miller sur ses capacités en arts martiaux, et qu'il n'a pas étranglé la femme mais "visait la clavicule".

### Incidents à Hawaii
En mars 2022, Miller arrive à Hawaii. Du 7 au 28 mars, Miller sera sujet de 10 interpellations policières pour divers incidents mineurs, tels que filmer des personnes à des pompes à essence, traîner sur le trottoir d'un restaurant, et se disputer avec des locaux[réf. nécessaire].
Miller sera invité à vivre avec un couple dans un hôtel à Hilo après les avoir rencontré à un marché local,.
Le 28 mars 2022, Miller est arrêté à Hilo après une altercation physique avec des clients, ayant hurlé des obscénités à un bar à karaoké. Il sera inculpé des charges de troubles à l'ordre public et harcèlement,. Miller déclarera plus tard qu'il est devenu enragé après avoir été "accosté par un Nazi", mais la police d'Hawaii affirme que l'énervement de Miller a été causé par des clients chantant la chanson Shallow par Lady Gaga et Bradley Cooper. Miller aurait filmé la scène pour ensuite utiliser la vidéo comme "art crypto NFT". Lors de son arrestation, Miller déclare qu'il est "injustement persécuté" et, après avoir été mégenré par des policiers, les accusera d'intentionnellement commettre un crime de haine,.
Trois jours plus tard, le couple avec lequel vivait Miller obtiendra une ordonnance restrictive contre Miller après qu'il les aurait menacés. Il aurait également volé le passeport de l'épouse et le portefeuille de l'époux. D'après le couple, l'incident se serait déroulé la même nuit que l'arrestation de Miller au bar à karaoké, quelques heures après que l'époux a payé la caution de 500$ pour sortir Miller de détention provisoire. Dans la déposition du couple, il est raconté que Miller aurait déboulé dans la chambre du couple, en les menaçant et les insultant,. Peu après, Miller fuit Hilo avec un ami pour rester à Volcano, Hawaii. Le couple a abandonné les charges le 11 avril.
Le 19 avril 2022, Miller est de nouveau arrêté pour assaut au second degré par les autorités de Pāhoa. D'après Midi Libre, il est arrêté pour avoir balancé une chaise sur une femme de 26 ans, la blessant au front, après qu'on lui a demandé de quitter une fête privée. Il recevra une amende de 500$,,,.

### Relation avec Tokata Iron Eyes et complexe du messie
En juin 2022, Tokata Iron Eyes, une activiste de 18 ans, obtient une ordonnance restrictive temporaire du tribunal tribal de Standing Rock Sioux contre Miller. Ses parents, Chase Iron Eyes et Sara Jumping Eagle, ont saisi la justice car, d'après eux, Miller aurait fait preuve de "violence, intimidation, menace de violence, peur, paranoïa, mensonge illusoire et usage de drogues" pour exercer une emprise sur leur fille. La relation entre Miller et Iron Eyes, qui commence en 2016, alors que Miller a 23 ans et Iron Eyes seulement 12, inclut également le vol de Iron Eyes à Londres pour rendre visite à Miller sur le tournage du film Les Crimes de Grindelwald. Iron Eyes quitte l'école en 2021, et ses parents supposent que c'est pour suivre Miller. Lors de leur témoignage au tribunal, les parents d'Iron Eyes fournissent des documents indiquant que Miller avait causé des bleus sur le corps de leur fille, l'avait conditionnée (grooming, pédopiégeage) et manipulée. En réponse à cela, des vidéos et des SMS furent postés sur Instagram par le compte supposé de Iron Eyes, ceux-ci niant les accusations de ses parents; cependant, ses parents ont affirmé que leur fille ne contrôlait pas ce compte Instagram. Iron Eyes confirma ceci en déclarant qu'elle ne possédait pas de téléphone portable, par propre choix personnel,,. La justice eut beaucoup de mal à retrouver Miller pour lui remettre l'ordonnance. Miller a alors posté des messages sur son compte Instagram, supprimés depuis, se moquant des tentatives du tribunal pour le retrouver. Les parents d'Iron Eyes ont plus tard essayé d'obtenir une ordonnance restrictive permanente, mais elle leur fut refusée. Ils ont également abandonné leurs démarches pour obtenir la tutelle de Iron Eyes.
En août 2022, Oliver Ignatius, un ex-collaborateur musicien de Miller, déclare avoir été témoin de violences verbales de la part de Miller, sur Iron Eyes, à propos de son maquillage. Iron Eyes défend alors Miller, se référant à l'incident comme "un commentaire puéril' et faisant partie d'une "discussion queer". Elle qualifie l'accusation de violence "homophobe". D'après un ancien résident de la ferme de Miller au Vermont, Miller pensait que les gens critiquaient sa relation avec Iron Eyes car elle est "une déesse araignée amérindienne de l'apocalypse" qui, aux côtés de Miller en tant que Jésus Christ, amènera une révolution indigène. Miller se considérerait comme un Messie des amérindiens, bien qu'il n'aie pas d'ascendance indigène. Vanity Fair interviewe des proches de Miller et rapporte qu' "il prèche qu'il marche dans ce monde avec une humilité indigène, et une conscience amérindienne. Mais le fait est que c'est faux, car il s'en fiche de tout ça".

### Accusations de harcèlement
Le 16 juin 2022, Miller reçoit une autre ordonnance restrictive à l'encontre d'une mère et sa fille de seulement 12 ans. L'acteur aurait menacé la famille et fait preuve de comportements inappropriés envers l'enfant. D'après la mère, l'enfant, et un voisin, Miller, qui venait au départ rendre visite à d'autres voisins du quartier, n'arrêtait pas de venir à la maison de la famille sans y être invité, portant un gilet pare-balles et en possession d'une arme à feu, avant d'être très insistant avec l'enfant et de lui toucher les hanches,.
La mère raconte sur Business Insider que Miller connaissait la famille depuis février et s'était pris d'intérêt pour l'enfant pour son "style et sa maturité". Il aurait offert de lancer une ligne de vêtements avec l'enfant et de lui payer une école de design. La mère raconte également que Miller considérait l'enfant comme un "puissant être mystique" qui serait "chanceuse d'avoir Ezra pour la guider et la protéger". Peu après la résolution du procès, en juin, la mère raconte que Miller serait venu à leur maison habillé en cowboy et souhaitait acheter des chevaux pour l'enfant.
L'ordonnance fut levée le 30 juin 2023. L'avocate de Miller affirme que les rencontres entre lui et l'enfant étaient organisées par la mère, qu'il n'était jamais seul avec la jeune fille et qu'ils n'avaient interagi que deux courtes fois devant d'autres adultes. Elle nie le fait que Miller soit venu avec une arme au poing.

### Incidents dans sa ferme du Vermont
D'après le Rolling Stone, Miller accueille une femme et ses trois enfants, rencontrés à Hilo, dans sa ferme à Stamford, dans le Vermont, depuis avril 2022. Des sources, anonymes ou non, ainsi que le père des enfants affirment que des armes et munitions sont facilement accessibles aux enfants de 1 à 5 ans, et que le bébé de 1 an a déjà mis une balle de pistolet dans sa bouche. La femme assure que Miller les abrite de son ex-mari, qui serait selon elle violent. D'autres accusations racontent que des fusils d'assaut peuvent être trouvés posés sur les piles de jouets des enfants, ainsi qu'une "forte consommation de marijuana" dans la maison; par exemple, des personnes fumant de la marijuana devant les enfants, dans des pièces mal ventilées. Un témoin déclare qu'il a vu "Miller souffler de la fumée de marijuana dans le visage du bébé et utiliser son bras pour diriger plus de fumée dans la direction du bébé." Rolling Stone publie également que Miller exploiterait une grande culture de marijuana, sans license (et donc illégalement).
Le week-end du 6 août 2022, la police d’État du Vermont se rend à la ferme de Miller pour tenter de retirer les enfants de la garde de leur mère, pour leur propre sécurité, sous les ordres du Département pour les Enfants et la Famille (DCF). Les policiers sont incapables de trouver la mère ou ses enfants, et Miller leur annonce qu'ils ne vivent plus ici depuis 2 mois. Mais des preuves fournies par le DCF montrent que les enfants et leur mère vivaient encore sur place jusqu'à fin juillet 2022, contredisant les dires de l'acteur.

### Accusations de cambriolage
Le 7 août 2022, la police arrête Miller pour un cambriolage qui a eu lieu le 1er mai de la même année, dans une résidence de Stamford dans l'État du Vermont,. Le chef d'accusation est d'avoir volé des bouteilles d'alcool pendant l'absence du propriétaire, le procès est prévu pour le 26 septembre suivant,.
Mi-août 2022, l'artiste annonce dans un communiqué souffrir de « problèmes complexes de santé mentale » et avoir « commencé à suivre un traitement ».

## Filmographie
Sauf indication contraire, les informations mentionnées dans cette section peuvent être confirmées par la base de données cinématographiques IMDb,  présente dans la section « Liens externes ».

### Cinéma
- 2008 : Afterschool d'Antonio Campos : Robert
- 2010 : City Island de Raymon de Felitta : Vincent Jr. « Vinnie » Rizzo
- 2010 : Beware the Gonzo de Bryan Goluboff : Eddie « Gonzo » Gilman
- 2010 : Every Day (en) de Richard Levine : Jonah
- 2011 : Another Happy Day de Sam Levinson : Elliot Hellman
- 2011 : We Need to Talk About Kevin de Lynne Ramsay : Kevin Khatchadourian
- 2012 : Le Monde de Charlie (The Perks of Being a Wallflower) de Stephen Chbosky : Patrick
- 2014 : Madame Bovary de Sophie Barthes : Léon Dupuis
- 2015 : The Stanford Prison Experiment de Kyle Patrick Alvarez : Daniel Culp
- 2015 : Crazy Amy (Trainwreck) de Judd Apatow : Donald
- 2016 : Batman v Superman : L'Aube de la justice (Batman v Superman: Dawn of Justice) de Zack Snyder : Barry Allen / Flash (caméo)
- 2016 : Suicide Squad de David Ayer : Barry Allen / Flash (caméo)
- 2016 : Les Animaux fantastiques (Fantastic Beasts and Where to Find Them) de David Yates : Croyance Bellebosse
- 2017 : Justice League de Zack Snyder : Barry Allen / Flash
- 2018 : Les Animaux fantastiques : Les Crimes de Grindelwald (Fantastic Beasts : The Crimes of Grindelwald) de David Yates : Croyance Bellebosse
- 2021 : Zack Snyder's Justice League de Zack Snyder : Barry Allen / Flash
- 2022 : Les Animaux fantastiques : Les Secrets de Dumbledore (Fantastic Beasts: The Secrets of Dumbledore) de David Yates : Croyance Bellebosse / Aurelius Dumbledore
- 2022 : Dalíland de Mary Harron : Salvador Dalí, jeune
- 2023 : The Flash d'Andy Muschietti : Barry Allen / Flash

### Télévision
- 2008 : Californication : Damien (5 épisodes)
- 2009 : New York Unité Spéciale : Ethan (saison 10, épisode 20)
- 2009-2010 : Royal Pains : Tucker Bryant (5 épisodes)
- 2020 : Arrow : Barry Allen / Flash (caméo - saison 8, épisode 8 - Crisis on Infinite Earths)
- 2020 : The Stand : Trashcan Man
- 2022 : Peacemaker : Barry Allen / Flash (caméo - saison 1, épisode 8)

## Distinctions
- Festival international du film des Hamptons 2011 : prix de la révélation de l'année pour Another Happy Day
- Festival de Cannes 2012 : Trophée Chopard de la révélation masculine
- Boston Society of Film Critics Awards 2012 : meilleur acteur dans un rôle secondaire pour Le Monde de Charlie
- Chlotrudis Awards 2013 : Chlotrudis Award du meilleur acteur dans un second rôle pour Le Monde de Charlie

## Voix francophones
Sauf mention contraire ou complémentaire, la liste des doublages est issue du site allodoublage.com.
Ezra Miller est dans un premier temps doublé par plusieurs acteurs. Ainsi, Miller est doublé par Brice Ournac dans Californication, Fabrice Fara dans Royal Pains, Alexis Tomassian dans We Need to Talk about Kevin, Sébastien Hébrant dans Le Monde de Charlie et Taric Mehani dans Madame Bovary.
À partir du film The Prison Experiment - L'Expérience de Stanford sorti en 2015, Gauthier Battoue devient sa voix régulière. Battoue le double ainsi dans l'univers cinématographique DC — à l'exception de Batman v Superman : L'Aube de la Justice dans lequel Miller est doublé par Jean-Christophe Dollé — ainsi que dans la série de films Les Animaux fantastiques. Battoue est exceptionnellement remplacé par Jonathan Amram dans The Stand.[pertinence contestée]